# Maksim Vylegzjanin
Maksim Vylegzjanin (Максим Вылегжанин), född den 18 oktober 1982, är en rysk längdåkare som tävlat i världscupen sedan 2005.
Vylegzjanin deltog vid VM 2009 i Liberec där han blev silvermedaljör på 50 km där han bara blev slagen av norrmannen Petter Northug. 
Han har vunnit i världscupen fyra gånger, den 18 december 2010, 5 februari 2012, 19 januari 2014 och 25 januari 2015.
I olympiska vinterspelen 2014 kom han på 4:e plats i 30 km skiathlon. I spurten om tredjeplatsen skar norrmannen Martin Johnsrud Sundby in i Vylegzjanins spår, och Vylegzjanin var rasande efteråt. Enligt norska TV2 lade Ryssland också in en protest som avslogs. Sundby fick en skriftlig varning, men ryska landslagschefen Jelena Välbe sa efter loppet att värdnationen kommer att ta saken vidare. I stafetten över 4 x 10 kilometer vann han silver tillsammans med Aleksandr Legkov, Dmitrij Japarov och Aleksandr Bessmertnych.
Vid VM i Falun 2015 vann han guld på 30 km skiathlon efter att ha haft en tuff strid Mot Dario Cologna på upploppet.